# Tunnel Stammheim
Der Tunnel Stammheim (ehemals auch Fernbahntunnel Nordzulauf, Fernbahntunnel Nordzulauf Stuttgart, Nordzulauftunnel oder Tunnel Nordzulauf) ist ein geplanter Eisenbahntunnel, der die Schnellfahrstrecke Mannheim–Stuttgart im Raum Stuttgart mit dem Tunnel Feuerbach verbinden soll. In Verbindung mit weiteren Maßnahmen soll damit im Rahmen des Deutschlandtakts die planmäßige Fahrzeit des schnellen Fernverkehrs zwischen Mannheim Hauptbahnhof und Stuttgart Hauptbahnhof von 36 auf 31 Minuten gesenkt werden. Er umgeht dabei die heutige Linienführung mit dem Tunnel Langes Feld, verkürzt den Weg um etwa einen Kilometer und lässt größere Geschwindigkeiten zu.
Der Tunnel wurde 2021 als eine der Infrastrukturmaßnahmen für den Deutschlandtakt in den „vordringlichen Bedarf“ des Bundesverkehrswegeplans aufgenommen. Die Planung wurde noch nicht begonnen.

## Lage und Verlauf
| Streckennummer (DB): | 4814                      |                                                                |                                                                |
| Streckenlänge: | ca. 10 km                 |                                                                |                                                                |
| Spurweite: | 1435 mm (Normalspur)      |                                                                |                                                                |
| Streckenklasse: | D4                        |                                                                |                                                                |
| Stromsystem: | 15 kV 16,7 Hz ~           |                                                                |                                                                |
| Maximale Neigung: | 40 ‰                      |                                                                |                                                                |
| Zugbeeinflussung: | ETCS Level 2 ohne Signale |                                                                |                                                                |
| Zweigleisigkeit: | durchgehend               |                                                                |                                                                |
| |                           |                                                                |                                                                |
| \| \| \| von Ulm (Tunnel Feuerbach; in Bau) \| \| \| \| \| Stuttgart Killesberg (Abzw; geplant) \| \| \| \| \| nach Stuttgart Feuerbach (Tunnel Feuerbach; höhenfrei; in Bau) \| \| \| \| \| Tunnel Stammheim (geplant) \| \| \| \| \| \| \| \| \| \| von Stuttgart-Zuffenhausen \| \| \| \| \| Schwieberdingen Ost (geplant) \| \| \| \| \| nach Mannheim \| \| \| \| \| \| \| \| Quellen: [1] \| \| \| \| |                           |                                                                |                                                                |
| Strecke (außer Betrieb) (im Tunnel) |                           | von Ulm (Tunnel Feuerbach; in Bau)                             | von Ulm (Tunnel Feuerbach; in Bau)                             |
| Blockstelle (Strecke außer Betrieb) (im Tunnel) |                           | Stuttgart Killesberg (Abzw; geplant)                           | Stuttgart Killesberg (Abzw; geplant)                           |
| Abzweig geradeaus und nach rechts (Strecke außer Betrieb) (im Tunnel) |                           | nach Stuttgart Feuerbach (Tunnel Feuerbach; höhenfrei; in Bau) | nach Stuttgart Feuerbach (Tunnel Feuerbach; höhenfrei; in Bau) |
| |                           | Tunnel Stammheim (geplant)                                     |                                                                |
| Tunnelende (Strecke außer Betrieb) |                           |                                                                |                                                                |
| Abzweig ehemals geradeaus und von rechts |                           | von Stuttgart-Zuffenhausen                                     | von Stuttgart-Zuffenhausen                                     |
| ehemalige Blockstelle |                           | Schwieberdingen Ost (geplant)                                  | Schwieberdingen Ost (geplant)                                  |
| Strecke |                           | nach Mannheim                                                  | nach Mannheim                                                  |
| |                           |                                                                |                                                                |
| Quellen: |                           |                                                                |                                                                |

Der rund 10 km lange Tunnel soll aus dem Tunnel Feuerbach ausfädeln, Zuffenhausen und die A 81 unterqueren und nördlich von Münchingen in die Schnellfahrstrecke nach Mannheim einfädeln. Das Bauwerk soll Teile von Feuerbach, Zuffenhausen und Stammheim unterqueren. Die Strecke soll dabei zwischen den Betriebsstellen Stuttgart Killesberg und Schwieberdingen Ost verlaufen, der Streckenklasse D4 zugeordnet werden und die Streckennummer 4814 erhalten.
Mit dem Tunnel entsteht ein 5. und 6. Gleis im Nordzulauf auf Stuttgart. Damit soll auch ermöglicht werden, Fern- und Regionalverkehr im Zulauf aus Vaihingen (Enz) nach Stuttgart zu trennen.

## Geschichte
Die Deutsche Bahn schlug im Juli 2019 vor, eine für den Deutschlandtakt wünschenswerte Fahrzeit zwischen Mannheim und Stuttgart von knapp unter 30 Minuten durch über Stuttgart 21 hinausgehende Optimierungen anzustreben. Mitte Oktober 2019 beschloss der Verkehrsausschuss des Landtags von Baden-Württemberg einstimmig, dass sich das Land für „die Kapazitätserweiterung des Nordzulaufs Feuerbach/Zuffenhausen um ein 5./6. Gleis als Maßnahme zur Realisierung des Deutschland-Takts“ einsetzen solle. Damit solle eine Lücke zwischen dem Ende der Schnellfahrstrecke und dem Beginn der Stuttgart-21-Infrastruktur in Feuerbach geschlossen werden. Der Bund prüfte einen Vorschlag des Landes, die ICE-Fahrzeit zwischen Mannheim und Stuttgart von 38 auf 30 Minuten zu reduzieren. Je zwei Minuten sollen dabei durch Stuttgart 21 und die Einführung von ETCS eingespart werden, die übrigen vier Minuten mit einem unterirdischen fünften und sechsten Gleis zwischen Feuerbach und Zuffenhausen.
Laut Angaben der Deutschen Bahn vom April 2020 würde der im Rahmen von Stuttgart 21 beschleunigte und verkürzte Zulauf, die bis 2030 geplante Einführung von ETCS auf der Strecke (für 280 km/h auch im Tunnel sowie erhöhte Oberstrombegrenzung) zu einer Verkürzung der ICE-Fahrzeit zwischen Mannheim und Stuttgart von 36 auf ca. 33 Minuten führen. Weitere Verkürzungspotenziale würde der im Rahmen des Bundesverkehrswegeplans bereits geplante Ausbau des Knotens Mannheim sowie ein „Tunnel Nordzulauf“ in Stuttgart bringen. Nach einer im Juli 2020 im Auftrag des Bundes vorgelegten Bewertung soll der Infrastrukturausbau im Nordzulauf zu einer Fahrzeitverkürzung zwischen Mannheim und Stuttgart von rund sechs Minuten und damit zu besseren Anschlüssen in Stuttgart führen. Neben dem Nordzulauf sind schneller befahrbare Weichen in Mannheim sowie 280 km/h auf der Strecke vorgesehen. In Verbindung mit weiteren Maßnahmen wurde der Fernverkehr zwischen Mannheim und Ulm um zehn Minuten beschleunigt. Der Nordzulauf galt dabei als „zentrale Maßnahme“, um die Achse von Mannheim nach München gegenüber dem vorigen Entwurf des Deutschlandtakts grundlegend zu überplanen.
Mit der im August 2021 vorgelegten tragfähigen volkswirtschaftlichen Bewertung rückte der Nordzulauf als eines von 181 Vorhaben des „Planfalls Deutschlandtakt“ in den „vordringlichen Bedarf“ des Bundesverkehrswegeplans auf. Für den Nordzulauf sind, zum Preisstand von 2015, Investitionen von 1,134 Milliarden Euro vorgesehen. Weitere 181 Millionen sind für „Schnellfahrweichen im Südkopf Mannheim“ geplant. Diese Maßnahmen sollen genauso wie die übrigen Projekte des Deutschlandtakts auch in das Bundesschienenwegeausbaugesetz (BSWAG) aufgenommen werden. Hierzu wurde im Mai 2023 von deutschen Bundesregierung ein Gesetzentwurf vorgelegt.
Der Tunnel ist ebenfalls eine Grundlage für das Regionalverkehrskonzept 2040 des Landes Baden-Württemberg.
2020 wurde mit dem Planungsbeginn für frühestens 2022 gerechnet, mit einer Inbetriebnahme nicht vor Anfang der 2030er Jahre. Mitte 2024 bezeichnete die Deutsche Bahn einen Projektstart „2025 wünschenswert und möglich“.
Während der Bauphase soll der Tunnel Feuerbach mehrjährig gesperrt und währenddessen über die bis dahin herzustellende P-Option umfahren werden.